# 푼초그 남걀 2세
푼초그 남걀 2세(Phuntsog Namgyal II, 1733년 ~ 1780년)은 시킴 왕국의 제5대 군주(재위: 1733년 ~ 1780년)이다. 규르메드 남걀의 아들이자 텐징 남걀의 아버지이다.